# 藥師寺
藥師寺是一座位在日本奈良縣奈良市西之京町的佛寺，與興福寺并為法相宗的大本山。此寺本尊為藥師如来，開基（創立者）為天武天皇。建于天武天皇9年（680年），1998年作為古都奈良的文化財的一部分被列入世界遺產名單之中。

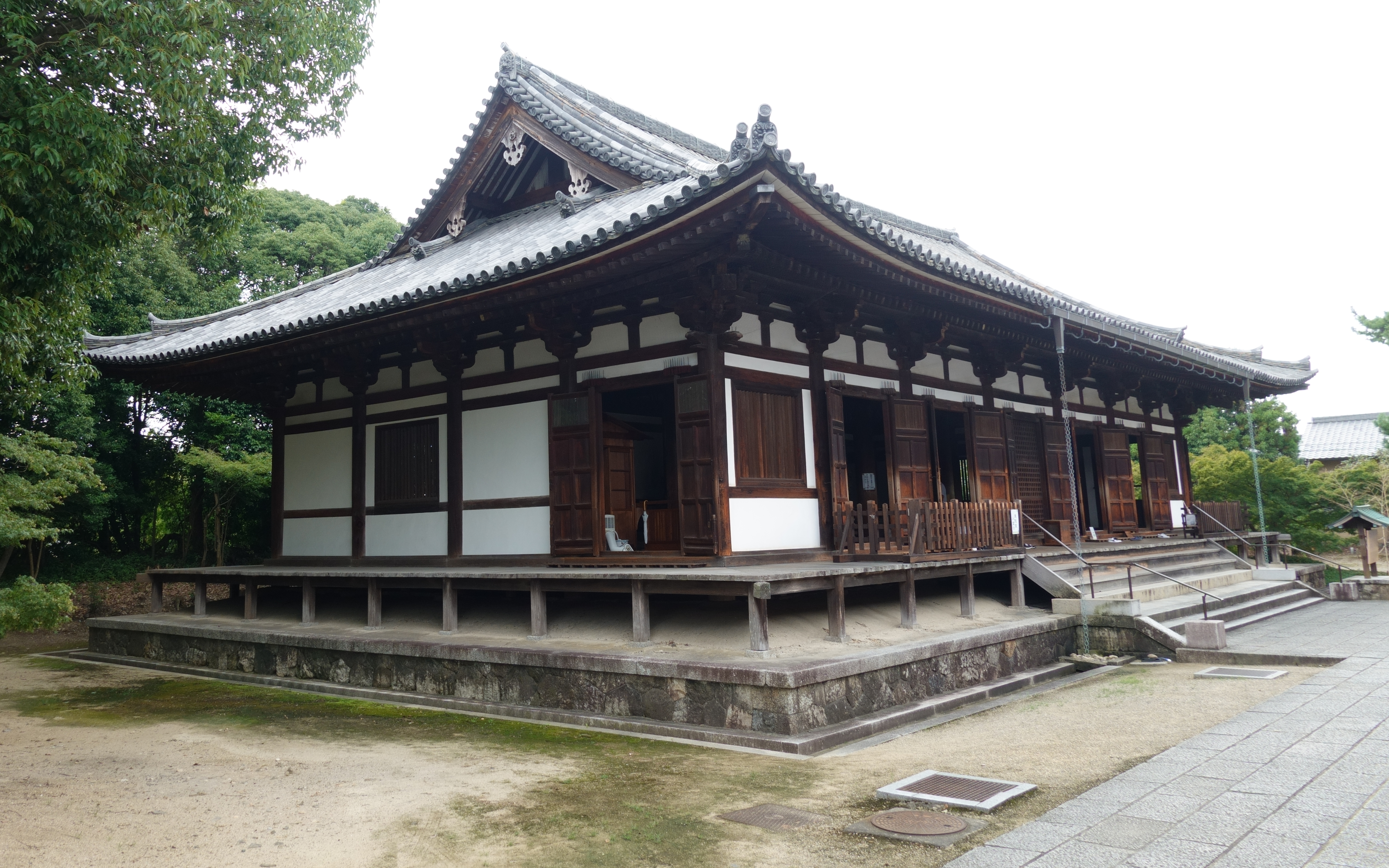
東院堂（國寶）
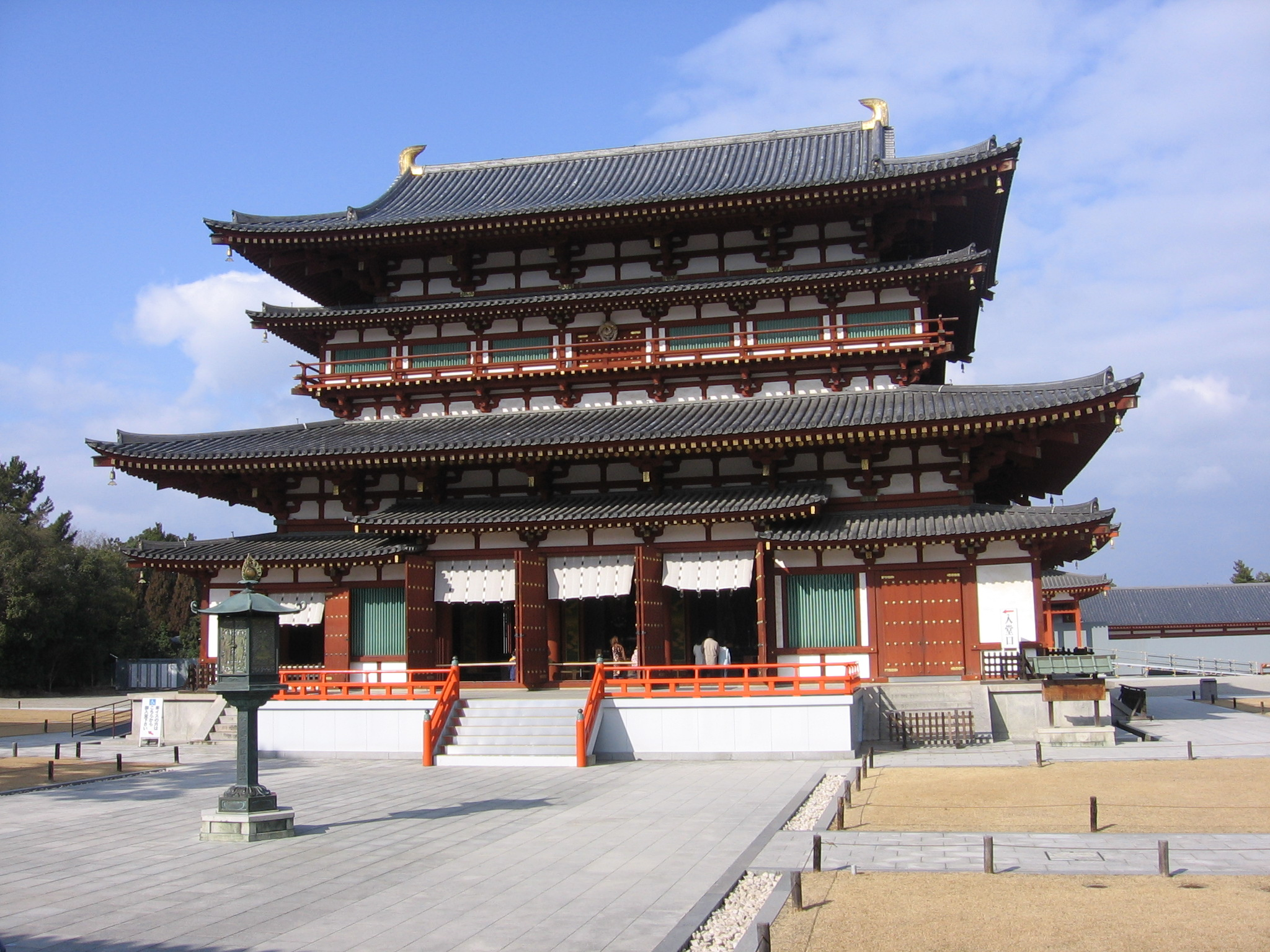
金堂
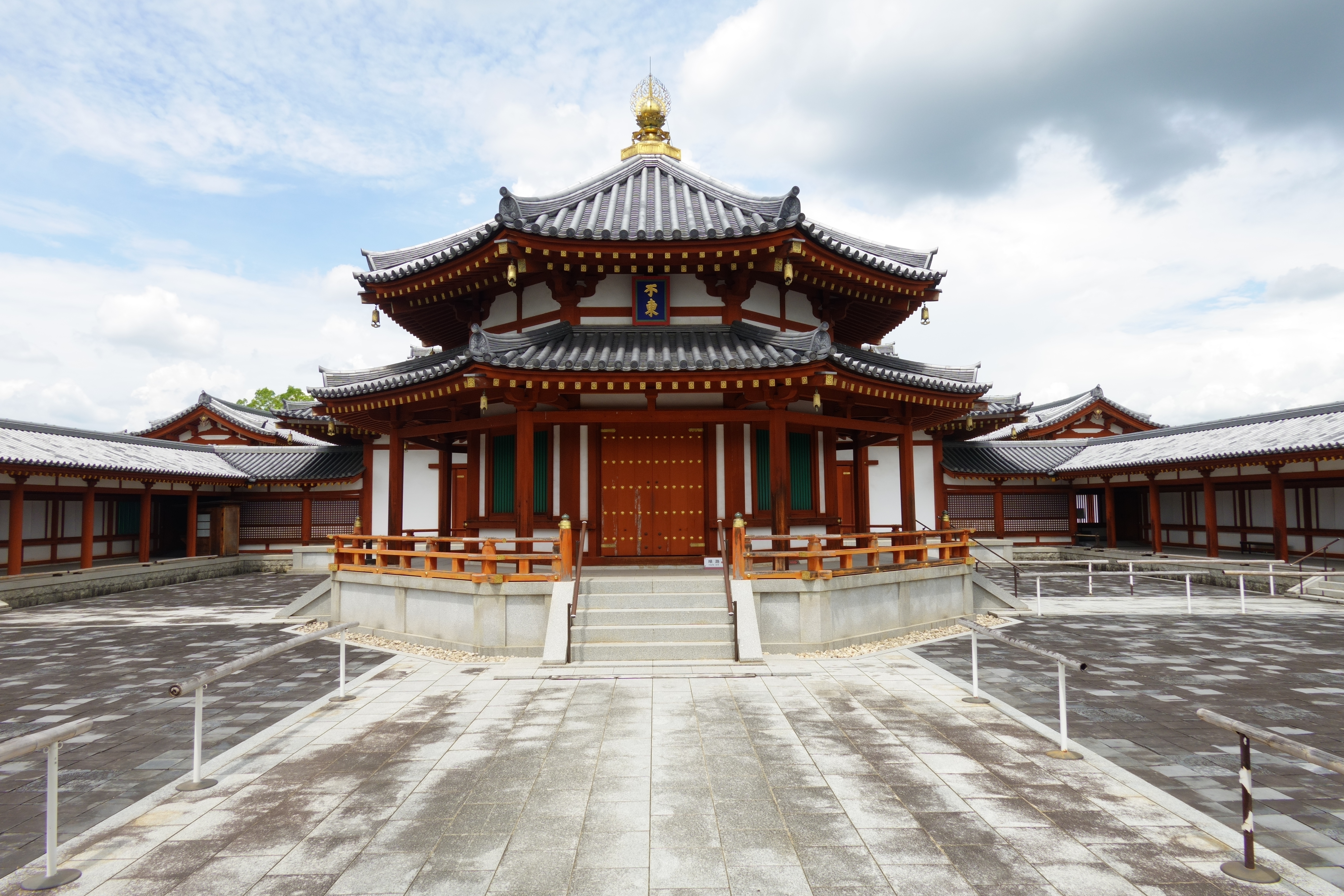
玄奘塔
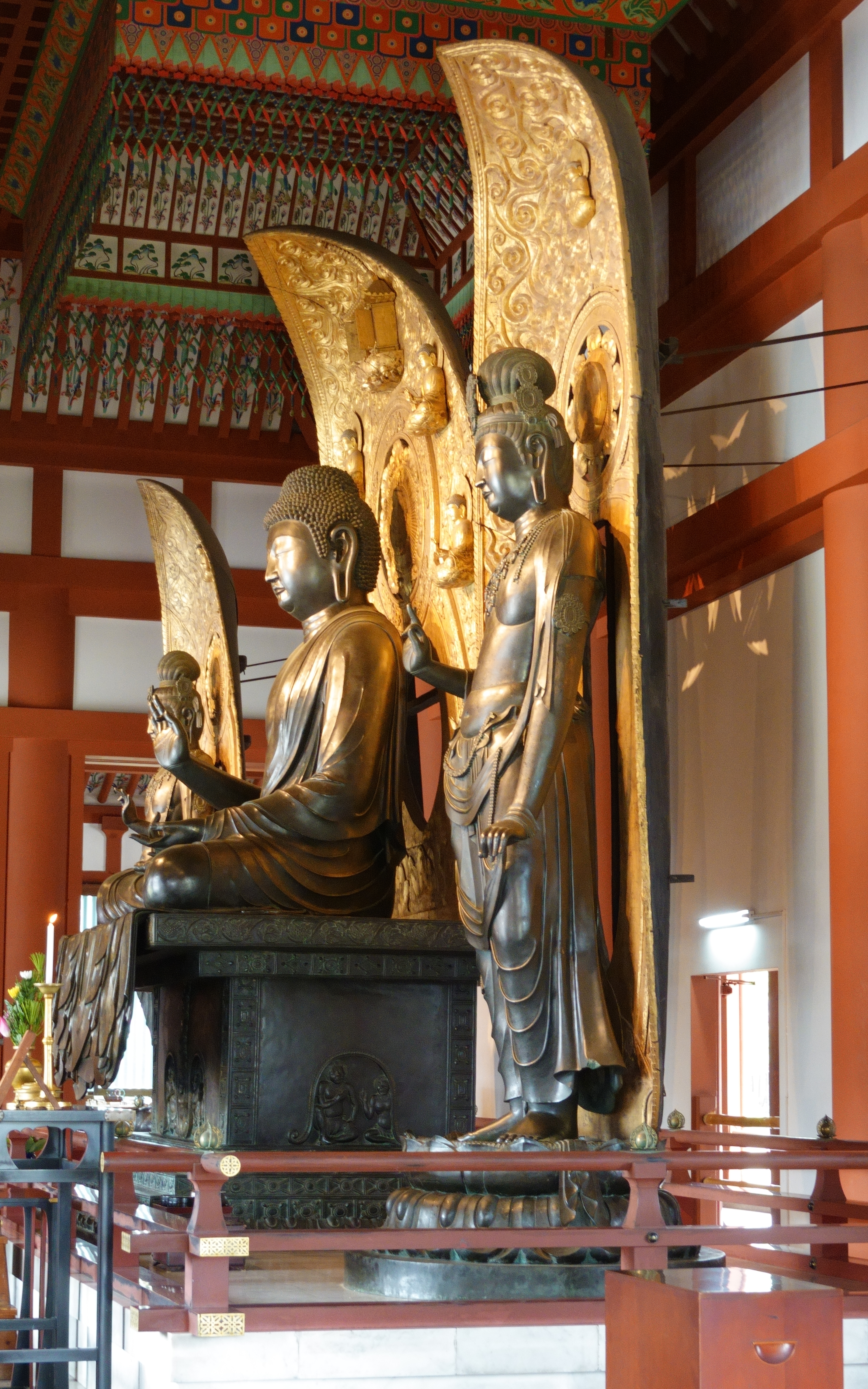
薬師三尊像（日光菩薩、薬師如来、月光菩薩）
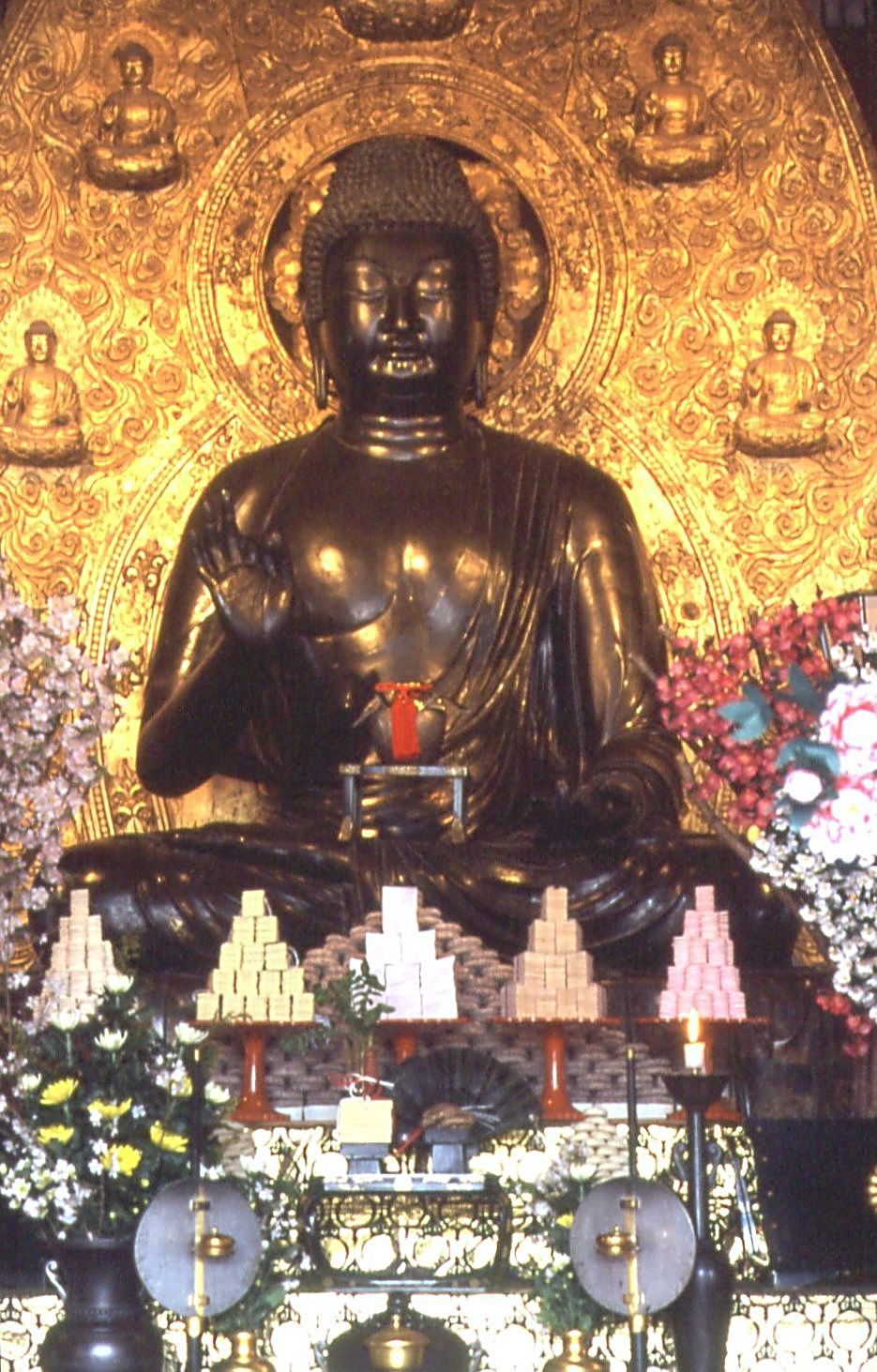
藥師佛像
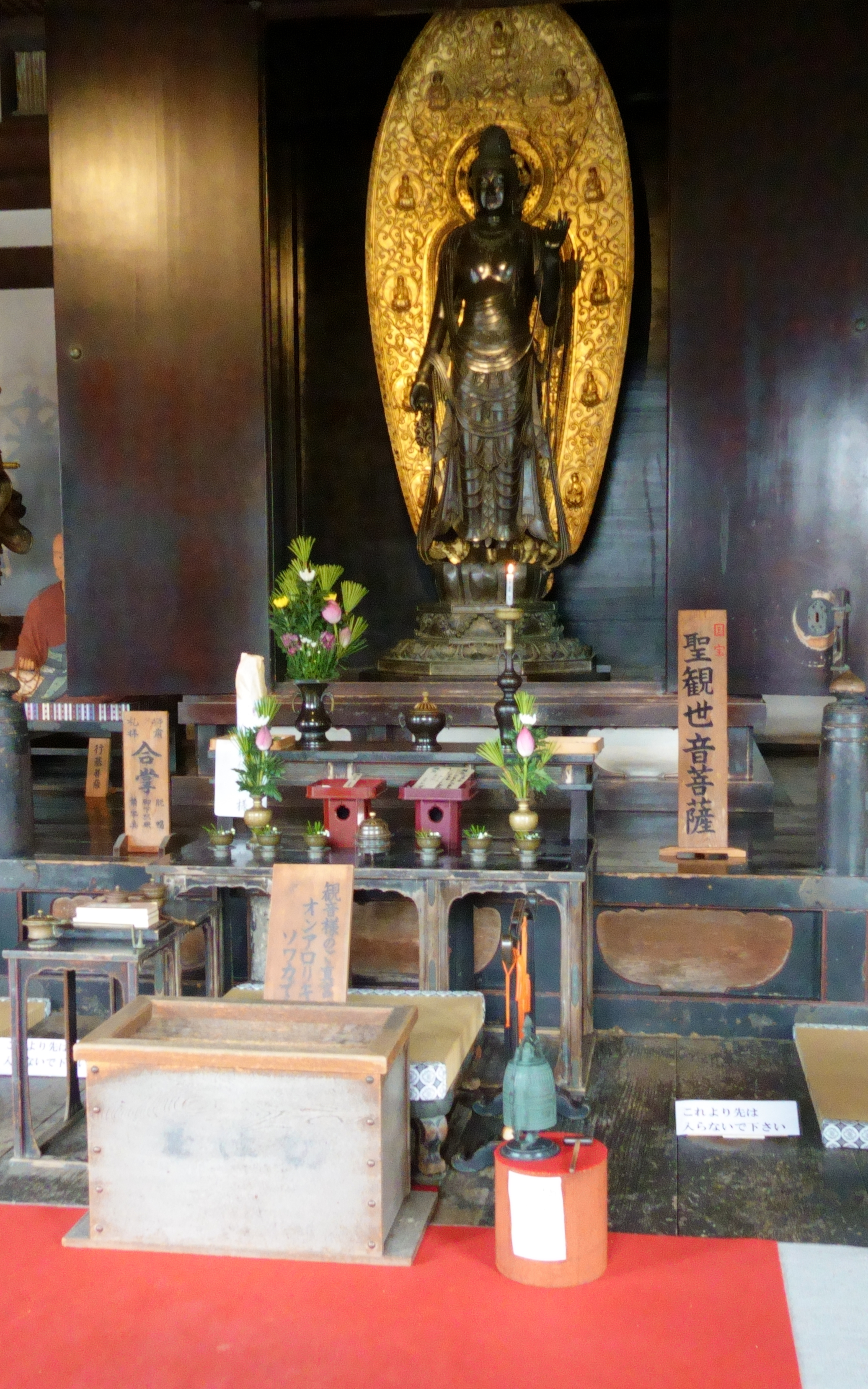
觀世音菩薩（聖觀音）立像
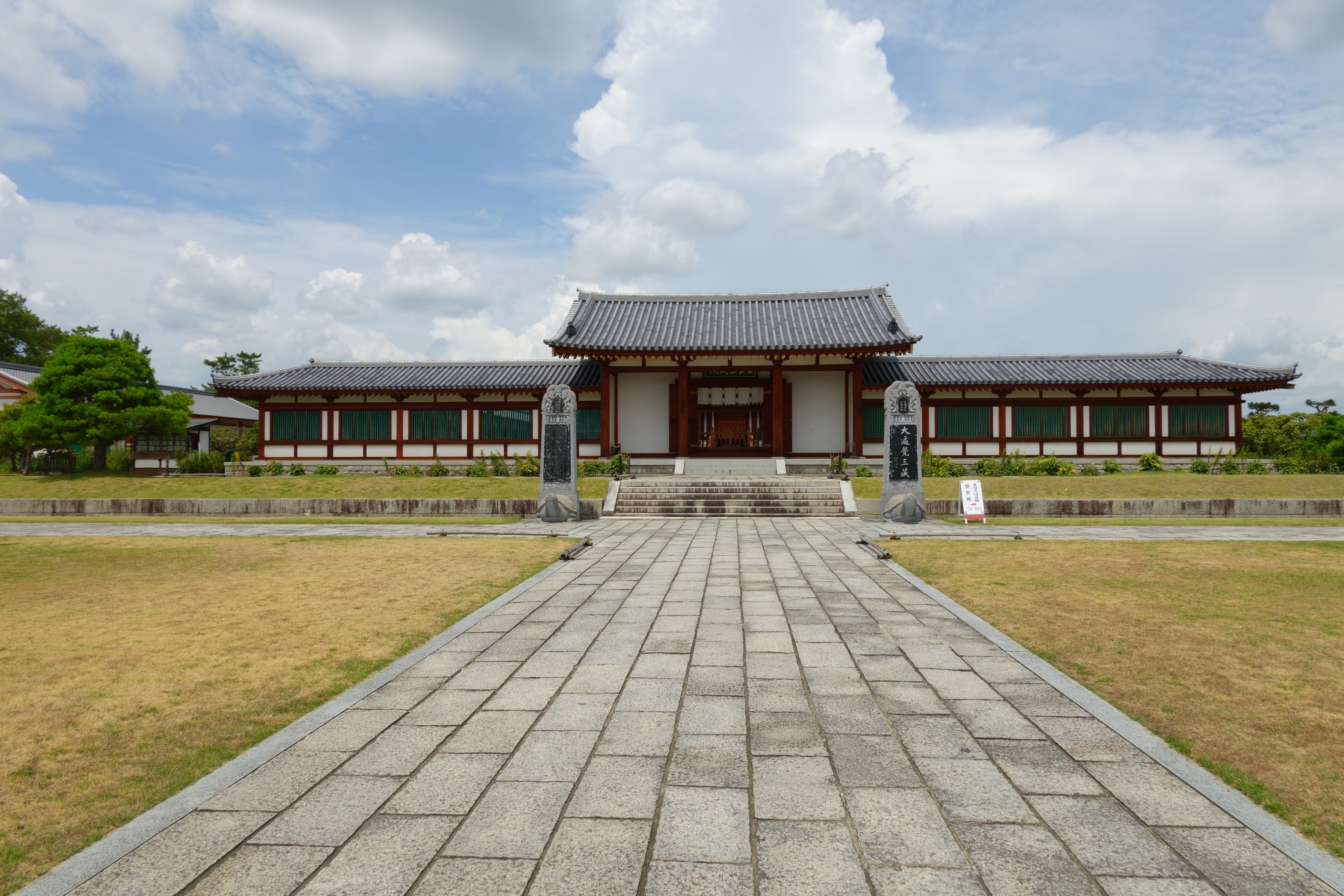
玄奘三藏院
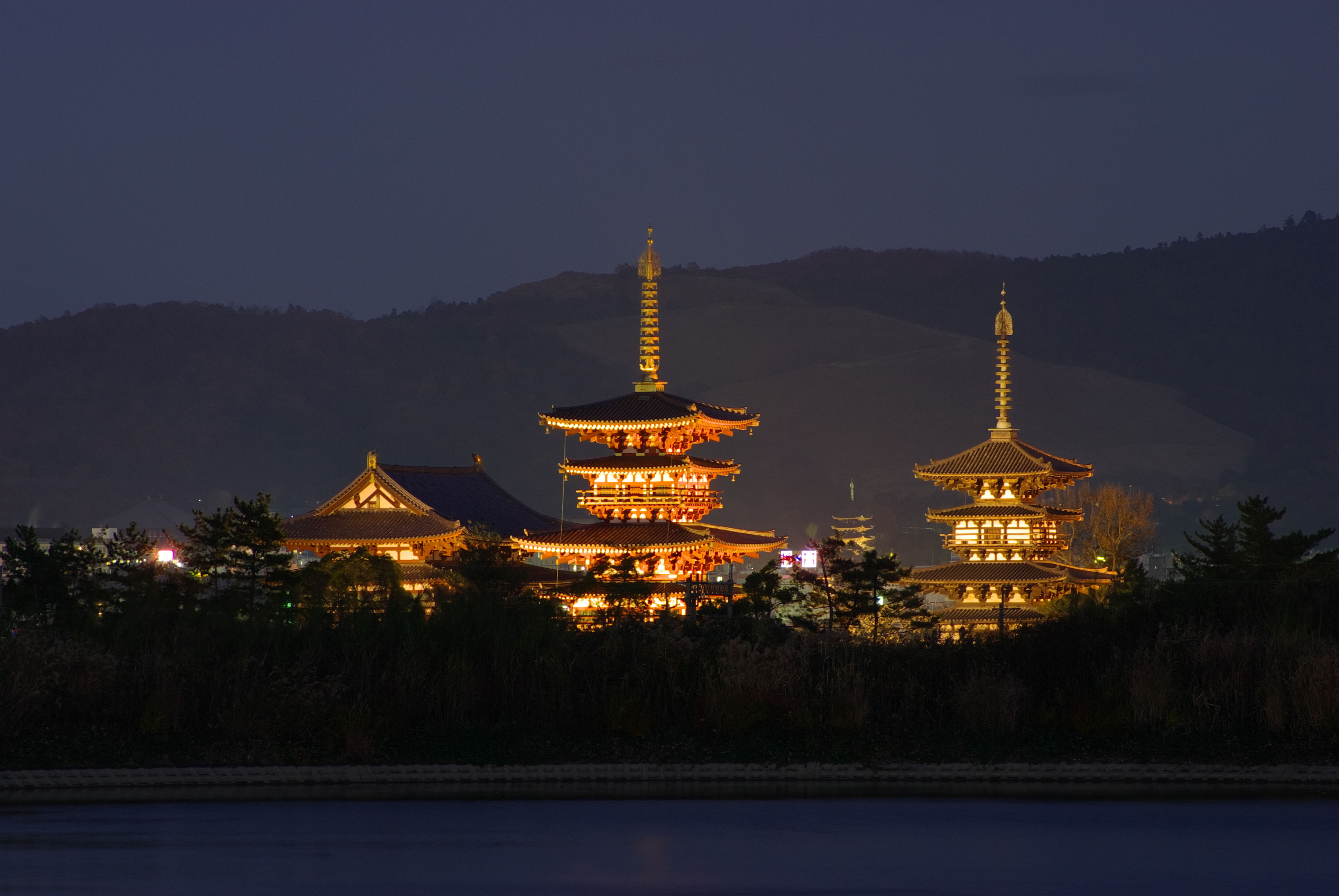
夜景

## 外部連結
- 奈良薬師寺（日語）
- 薬師寺東京別院 （页面存档备份，存于）（日語）
- OpenStreetMap上有關藥師寺的地理